# Sayyida al Hurra
Sayyida al Hurra (Arabisch: السيدة الحرة), echte naam Lalla Aicha bint Ali ibn Rashid al-Alami (Chefchaouen, ca. 1485 - aldaar, 14 juli 1561) was tussen 1515 en 1542 gouverneur van Tetouan en een piratenleidster.

## Biografie
Sayyida al Hurra werd in de stad Chefchaouen geboren als de dochter van Mulay 'Abi Ibn Rashid, de emir van de stad, en Lalla Zohra Fernandez. Tot 1492 woonde de familie in Andalusië maar na de val van Granada vluchtte de familie naar Marokko. Haar familie bleef zich aldaar verzetten tegen de Portugese overheersing in delen van het huidige Marokko. Sayyida al Hurra kreeg een goede opleiding en leerde Spaans, Portugees en theologie. Ze zou onder meer les hebben gehad van de geleerde Abdallah al-Ghazwani. In 1510 huwde ze met al-Mandri, de gouverneur van Tetouan. Na de dood van haar echtgenoot in 1515 werd Al Hurra de gouverneur over de stad. Al snel hertrouwde ze met Ahmed al-Wattasi, de koning van Fez. Ondanks haar huwelijk met de koning zou ze haar regering over de stad Tetouan echter niet opgeven.
Ze beschouwde zich echter als een vijand van de christenen, begon aan piraterij en sloot een alliantie met Oruç Reis van Algiers. Ze werd door de Spanjaarden en Portugezen als heerser geaccepteerd en zij onderhandelden ook met haar over het vrijlaten van gevangenen. In 1542 werd ze echter door haar schoonzoon afgezet en vluchtte ze naar Chefchaoun waar ze in 1561 overleed.